# La Haye-du-Puits
La Haye-du-Puits foi uma comuna francesa na região administrativa da Normandia, no departamento da Mancha. Estendia-se por uma área de 5,25 km². Em 2010 a comuna tinha 4 107 habitantes (densidade: 782,3 hab./km²).
Em 1 de janeiro de 2016, passou a formar parte da nova comuna de La Haye.